# اسکان (سراوان)
اسکان، روستایی در دهستان کشتگان بخش بم‌پشت شهرستان سراوان در استان سیستان و بلوچستان ایران و پنج کیلومتری مرز پاکستان می باشد.
امکانات روستا : دارای اینترنت 4g و دکل تلویزیونی همه شبکه های دیجیتال و خانه بهداشت و مدرسه ابتدایی و راهنمایی می باشد.

## جمعیت
بر پایه سرشماری عمومی نفوس و مسکن در سال ۱۳۹۵، جمعیت این روستا برابر با ۷۷۸ نفر (۱۸۰ خانوار) بوده‌است.